# Georg Regner
Georg Regner, född 6 juni 1953, är en friidrottare från Österrike. Han deltog vid olympiska sommarspelen 1972.